# Championnats d'Europe de BMX 2017
Navigation
Édition précédente Édition suivante
Les championnats d'Europe de BMX 2017 ont lieu du 14 au 16 juillet 2017 à Bordeaux en France. Ils sont organisés par l'Union européenne de cyclisme et la Fédération française de cyclisme.

## Podiums
| Épreuves            | Or                       | Argent                 | Bronze                   |
| ------------------- | ------------------------ | ---------------------- | ------------------------ |
| Épreuves masculines |                          |                        |                          |
| Course élites       | Joris Daudet (FRA)       | Twan van Gendt (NED)   | Sylvain André (FRA)      |
| Course juniors      | Cédric Butti (SUI)       | Gil Brunner (SUI)      | Titouan Blanchod (FRA)   |
| Épreuves féminines  |                          |                        |                          |
| Course élites       | Laura Smulders (NED)     | Elke Vanhoof (BEL)     | Simone Christensen (DEN) |
| Course juniors      | Blaine Ridge-Davis (GBR) | Vineta Pētersone (LAT) | Vanesa Buldinska (LAT)   |

## Tableau des médailles
| Rang  | Nation          | Or | Argent | Bronze | Total |
| ----- | --------------- | -- | ------ | ------ | ----- |
| 1     | Pays-Bas        | 1  | 1      | 0      | 2     |
| 1     | Suisse          | 1  | 1      | 0      | 2     |
| 3     | France          | 1  | 0      | 2      | 3     |
| 4     | Grande-Bretagne | 1  | 0      | 0      | 1     |
| 5     | Lettonie        | 0  | 1      | 1      | 2     |
| 6     | Belgique        | 0  | 1      | 0      | 1     |
| 7     | Danemark        | 0  | 0      | 1      | 1     |
| Total | Total           | 4  | 4      | 4      | 12    |